# ヘルシンキ市交通局

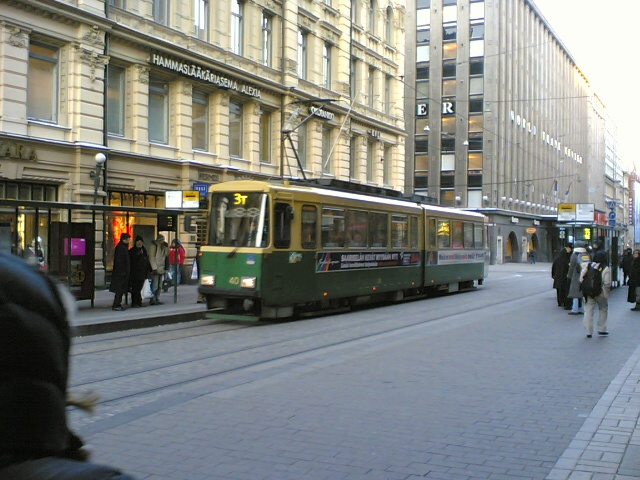
HKLの路面電車

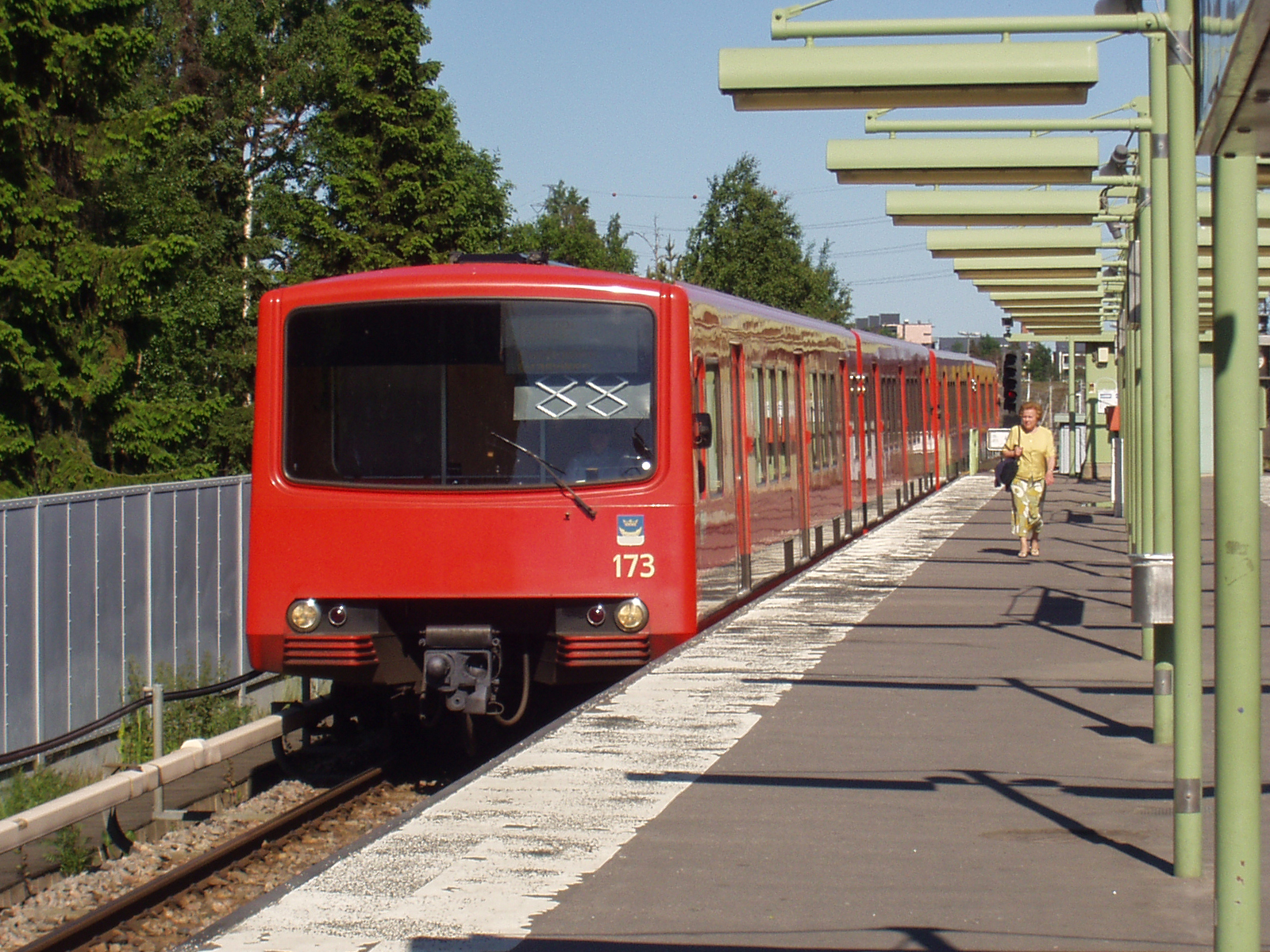
HKLの地下鉄

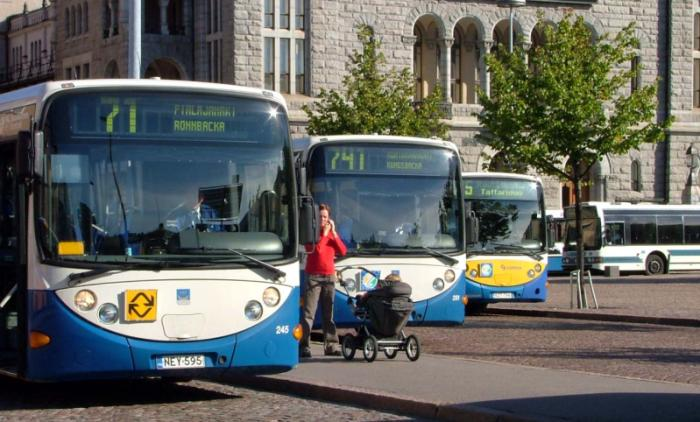
HKLのバス

ヘルシンキ市交通局（ヘルシンキしこうつうきょく、フィンランド語:Helsingin kaupungin liikennelaitos・略称:HKL、スウェーデン語:Helsingfors stads trafikverk・略称:HST）は、フィンランドの首都ヘルシンキを中心に、路面電車・地下鉄の運行およびバス路線の統括・企画を行う事業者である。
本項では以下、フィンランド語の略称である「HKL」と表記する。また、本項では主にバスの概要について記述する。地下鉄についてはヘルシンキ地下鉄を、路面電車についてはヘルシンキ・トラムを参照のこと。

## 概要

### 沿革
ヘルシンキの公共交通は、1888年に運行が開始された乗合馬車に端を発する。その後、民間事業者により1891年には馬車鉄道、1900年には路面電車、1936年にはバスが運行を開始している。これらの運行事業者は、1945年1月1日に買収・統合され、HKLとして発足した。
発足当初は年間1億5700万人を輸送したHKLも、モータリゼーションという世界的な傾向により乗客は減少、1970年には年間1億3100万人まで輸送量が落ち込んだ。HKLではこれに対して、1970年代に路面電車の軌道敷に自動車が入り込むのを防ぐための専用軌道化、1973年にはゾーン制運賃の導入などを行い、輸送改善に努めた。この結果、1975年には年間輸送人員は1億5850万人となり、初めて開業初年度を上回った。
1998年8月からは、欧州連合 (EU) の指令により、ヘルシンキ市内の路線バスについては競争入札制度が導入され、HKLが企画した路線網の運行を入札事業者に委託することになった。路線ごとに入札を行い、受注価格だけではなく使用車両や運行の品質なども査定の対象となる。入札制度の導入以前は、HKLバスが市内の路線の半数以上に当たる55.7%、その他の事業者のうち公営事業者であるSuomen Turistiauto（略称:STA）が19.6%の路線を運行し、残りを5事業者で分担していたが、初回入札の結果HKLとSTAを含めても5事業者に減少した。2004年時点ではフィンランド国外資本系の事業者も含めて5社が参入している。この入札制度の導入により、年間1350万ユーロの補助金を削減した。
その後も輸送人員は増加を続けたが、年間輸送人員が2億2430万人に達した2002年をピークに、輸送人員は減少傾向となった。これは、この時期からバス利用者の減少が大きくなったことによるもので、2002年の年間バス輸送人員が8890万人であるのに対し、2004年には7940万人となっている。乗客減の要員としては、運賃改定による乗客の逸走や高齢化による人口減少の影響などが挙げられる。
2005年1月1日より、HKLのバス部門とSTAは統合され、ヘルシンキバス株式会社（Helsingin Bussiliikenne・略称:HBL）が設立された。これは、HKLバスとSTAという2つの公営事業者が競合することによる非効率性を改善するための統合である。以後、HKLの直営事業は路面電車と地下鉄のみとなり、バスについては路線の管理と統括業務のみを行うことになった。

### バスの運輸施策
HKLでは、サービスの1つとして快適性を重視し、乗車率の目標をラッシュ時75%、通常時55%としている。ただし、乗車率があまり低いと資産利用の効率化が図れないため、最低20%の乗車率を維持することも目標とされており、この目標を達成することを主眼としたダイヤ設定が行われている。
また、障害者や高齢者への対応としてノンステップバスの導入が進められており、2006年時点ではラッシュ時以外は全てノンステップバスによる運行となった。また、環境対策の観点から、1998年以降はCNGバスの導入も進められている。HKLでは、2012年までに40%のバス車両をCNGバスにするという目標を設定しており、2004年現在は15%のバス車両がCNGバスとなっている。

## 運賃
1973年よりゾーン制運賃が導入されており、ヘルシンキとヴァンターがそれぞれ1つのゾーンとなっているほか、エスポーとカウニアイネンの2市で1つのゾーンとなっている。
2014年現在の運賃は、1ゾーン完結の場合1乗車3.00ユーロ、複数ゾーンを移動する場合は1乗車5.00ユーロとなっている。ヘルシンキでは、自動券売機での購入時には2.50ユーロという割引運賃が適用される。信用乗車方式を採用しており、不定期に検札を行っている。無札乗車の場合の罰金は80ユーロである。
なお、HKLでは乗車券のICカード化を推進しており、定期券や回数券などをICカードとした結果、紙製の乗車券は普通乗車券以外はほぼ廃止されている。また、2001年からは携帯電話による乗車券の購入にも対応している。これは、乗車前に専用の番号に対して電子メールを送信すると、1時間有効の片道乗車券が電子メールで携帯電話に返信されるというものである。

## 注記
1. 1 2 3 4  バスラマ・インターナショナル97号 p77
2. 1 2 3 4 5 6 7 8  バスラマ・インターナショナル97号 p78
3. 1 2  バスラマ・インターナショナル97号 p79